# Mitrolumna biplicata
Mitrolumna biplicata är en snäckart som först beskrevs av Dall 1889.  Mitrolumna biplicata ingår i släktet Mitrolumna och familjen kägelsnäckor. Inga underarter finns listade i Catalogue of Life.